# 刘宇宁
刘宇宁（1990年1月8日—），中国歌手及演员。早2014年组建乐队摩登兄弟并担任主唱，通过YY直播、抖音短片平台演唱流行歌曲而走红。2018年正式個人出道，开始活跃于歌唱舞台与综艺节目，陆续推出多首个人单曲，EP与专辑。首张个人专辑《十》获得2020年东方风云榜传媒推荐专辑奖。

## 生平与事业

### 早年生活
刘宇宁出生于辽宁省丹东市，喜欢唱歌，但从未接受过专业的声乐培训。成为歌手之前，他职高毕业后做过厨师，当过服务员，后曾在酒吧驻唱。

### 音乐与演艺事业

#### 事业起步
刘宇宁早年曾参加选秀节目，2010年，参加湖南卫视选秀节目《快乐男声》，在海选阶段被淘汰，未能晋级。
2014年，刘宇宁与隋艺（大艺）、陈卓（阿卓）、張宇（大飞）、楊洋（洋仔）共同组建摩登兄弟乐队，并于2015年3月入驻YY直播平台。
刘宇宁早年（2016-17年）曾参与网络电影拍摄。

#### 事业发展
2017年，刘宇宁与他的摩登兄弟乐队将直播地点从室内转移到室外，在丹东安东老街直播唱歌。

2018年6月，刘宇宁抖音发布翻唱系列短影片得到广泛关注，迅速走红，受邀参与系列综艺节目，正式以歌手身份进入演艺圈。2018年7月，参加湖南卫视综艺节目《天天向上》。 8月，先后参加了CCTV3《向幸福出发》、江苏卫视《金曲捞之挑战主打歌》等综艺节目。除此之外，刘宇宁还在8月17日携摩登兄弟乐队在广州中央车站展演中心举办首次线下歌友演唱会。 9月12日，为贾樟柯电影《江湖儿女》翻唱宣传曲、迪克牛仔作品《有多少爱可以重来》； 17日，发表首支个人单曲《想象》。10月19日，和摩登兄弟队友一同参加《2018浙江卫视秋季盛典》。 11月，参加江苏卫视《蒙面唱将猜猜猜 (第三季)》。12月31日，参加《江苏卫视2019跨年演唱会》。
2019年1月，刘宇宁参加湖南卫视《歌手2019》以及《2019湖南卫视春节联欢晚会》。 2019年3月，参与录制湖南卫视真人秀节目《我们的师父》。 3月25日，刘宇宁参加东方风云榜音乐盛典并演唱《让酒》，获得年度最佳新锐歌手奖与网络影响力荣誉奖，并以《让酒》获得传媒推荐影视歌曲奖。 4月，刘宇宁为电影《企鹅公路》演唱中文推广曲《昨日少年》。7月，刘宇宁推出个人首张专辑《十》。 8月，刘宇宁开启五城六场巡回演唱会。10月，以“新声歌手”身份加盟东方卫视音乐节目《我们的歌》第一季，与前辈歌手任贤齐组成街头拍档。

2020年4月，刘宇宁推出首张EP《如约》。7月，刘宇宁参加27届东方风云榜音乐盛典并演唱《你说爱情啊》，获得“年度全能艺人”、“全民选择歌手”、“传媒推荐专辑”（专辑《十》）等三项大奖。 9月17日，刘宇宁为在CCTV1黄金档播出的电视剧《最美逆行者》第一单元“逆行”演唱篇章主题曲《逆行者》。其他OST 包括为玄幻剧《琉璃》 演唱片头曲《琉璃》，为电影《我和我的家乡》演唱推广曲《挺好个人呐》，为电视剧《最初的相遇，最后的别离》演唱主题曲《我愿意》。10月，刘宇宁推出单曲《熬夜》及与CORSAK 胡梦周第二次合作作品《纸上飞行》。11 月到12月初，推出第二张EP《Listen·Ning》概念三部曲，包括首发单曲《忠实观众》，第二首《别来无恙》，终曲《手写童话》。
2021年，刘宇宁继续高频推出多首OST的同时，在影视领域也取得开拓。《终极笔记》里出演的黑眼镜一角，得到注目与好评。为网剧《山河令》演唱的片头曲《天问》，连续三周获得由你音乐榜周冠军。3月21日，刘宇宁推出为上海迪士尼5周年纪念的全新单曲《奇妙的惊喜》，成为为迪士尼演唱华语主题曲的第一位华语男歌手。《長歌行》裡出演皓都一角，與樂嫣的愛情線得到較多的關注。9月，参加《我们的歌》第三季。11月，刘宇宁参加28届东方风云榜音乐盛典并演唱《心动》，获得“年度全能艺人”、“网络影响力男歌手”、“最受欢迎EP” （《Listen ∙ Ning》）等三项大奖。

## 音樂作品

### 專輯
- 曲目名下標示為“音源上線”日期

| 曲目表 | 曲目表                      | 曲目表          | 曲目表 | 曲目表               |
| 曲序   | 曲目                        |                 | 作曲   | 编曲                 |
| ------ | --------------------------- | --------------- | ------ | -------------------- |
| 1.     | 明明 （8月4日）             | 鍾婉芸          | 鍾婉芸 | 貢多傑 Derrick Sepni |
| 2.     | 十分喜歡 （7月31日）        | 藍小邪          | 戴佩妮 | 劉胡軼 楊穎彪        |
| 3.     | 黑夜一束光 （10月6日）      | 壹同 羽田       | 羽田   | 羽田                 |
| 4.     | 啊默契 （11月25日）         | 李格弟          | 吳青峰 | 劉胡軼 楊穎彪        |
| 5.     | 同溫層 （9月28日）          | 徐佳瑩          | 徐佳瑩 | 畢見晟               |
| 6.     | 盜夢 （8月25日）            | 唐漢霄          | 唐漢霄 | 陳迪                 |
| 7.     | My O My （8月18日）         | 羽田            | 羽田   | 羽田                 |
| 8.     | 你怎麼又懂了 （8月10日）    | 王天放          | 金東烈 | 申尹澈               |
| 9.     | 往世界反方向走 （10月20日） | 葛大為 Dru Chen | 蔡健雅 | 郭一凡               |
| 10.    | 不需要想念 （8月15日）      | 羽田            | 羽田   | 羽田                 |

| 曲目表 | 曲目表               | 曲目表 | 曲目表 | 曲目表                     |
| 曲序   | 曲目                 |        | 作曲   | 编曲                       |
| ------ | -------------------- | ------ | ------ | -------------------------- |
| 1.     | 星辰與共 （7月17日） | 劉鳳瑤 | 劉鳳瑤 | 劉鳳瑤 Juno heo@FINN MUSIC |
| 2.     | 你的眼神 （8月17日） | 隊長   | 隊長   | 王大夫                     |
| 3.     | 給明天的             |        |        |                            |
| 4.     | 傷心的人都在跳舞     |        |        |                            |
| 5.     | 想你了               |        |        |                            |
| 6.     | 若沒有你             |        |        |                            |

### EP
- 曲目名下標示為“音源上線”日期

| 曲目表 | 曲目表                         | 曲目表      | 曲目表 | 曲目表        |
| 曲序   | 曲目                           |             | 作曲   | 编曲          |
| ------ | ------------------------------ | ----------- | ------ | ------------- |
| 1.     | 如約 （2019年7月15日）         | 唐恬        | 趙兆   | 趙兆          |
| 2.     | 人造衛星情人 （2019年8月17日） | 楚浮        | 趙兆   | 趙兆、 周禹成 |
| 3.     | 一邊 （2020年4月28日）         | 趙兆、 接靚 | 趙兆   | 趙兆          |
| 4.     | 一座島 （2020年5月21日）       | 呂易秋      | 趙兆   | 趙兆          |

| 曲目表 | 曲目表                | 曲目表          | 曲目表 | 曲目表 |
| 曲序   | 曲目                  |                 | 作曲   | 编曲   |
| ------ | --------------------- | --------------- | ------ | ------ |
| 1.     | 忠實觀眾 （11月10日） | 王子            | 王子   | 郭一凡 |
| 2.     | 別來無恙 （11月24日） | 董樂、 摩登兄弟 | 西樓   | 鄭楠   |
| 3.     | 手寫童話 （12月08日） | 摩登兄弟        | TMKJ   | 李卓   |

## 影视作品

### 電視劇／網路劇
| 年份   | 首播日期 | 播映頻道           | 劇名                | 角色         | 性質     | 備註   |
| 2019   | 10月22日 | 愛奇藝、鳳凰衛視   | 熱血少年            | 衛乘風       | 主演     |        |
| 2020   | 8月18日  | 愛奇藝、深圳衛視   | 他其實沒有那麼愛你  | 賀涵         | 客串出演 |        |
| 2020   | 12月10日 | 愛奇藝             | 終極筆記            | 黑眼鏡       | 特邀出演 | 網路劇 |
| 2021   | 3月31日  | 騰訊視頻、山東衛視 | 長歌行              | 皓都         | 主演     |        |
| 2021   | 9月26日  | 四台聯播、網路平台 | 功勳 - 申紀蘭的提案 | 通訊員       | 友情主演 |        |
| 2022   | 5月23日  | 騰訊視頻           | 說英雄誰是英雄      | 白愁飛       | 領銜主演 | 網路劇 |
| 2022   | 8月28日  | 騰訊視頻           | 戀愛的夏天          | 劉一寧       | 特別出演 | 網路劇 |
| 2023   | 7月12日  | 優酷               | 安樂傳              | 洛銘西       | 領銜主演 | 網路劇 |
| 2023   | 7月17日  | 優酷、江蘇衛視     | 做自己的光          | 蔣俊豪       | 領銜主演 |        |
| 2023   | 11月6日  | 騰訊視頻           | 樂遊原              | 慕仙鶴       | 友情出演 |        |
| 2023   | 11月28日 | 愛奇藝、浙江衛視   | 一念關山            | 寧遠舟       | 領銜主演 |        |
| 2024   | 2月27日  | 愛奇藝、騰訊視頻   | 紫川·光明三傑       | 帝林         | 領銜主演 | 網路劇 |
| 2024   | 5月8日   | 騰訊視頻、愛奇藝   | 天行健              | 卓不凡       | 領銜主演 |        |
| 2024   | 11月1日  | 優酷               | 珠簾玉幕            | 燕子京       | 領銜主演 |        |
| 2024   | 11月25日 | 騰訊視頻           | 斗羅大陸之燃魂戰    | 海神         | 友情出演 |        |
| 2025   | 5月13日  | 騰訊視頻、浙江衛視 | 折腰                | 魏劭         | 領銜主演 |        |
| 2025   | 5月30日  | 愛奇藝、騰訊視頻   | 紫川之光明王        | 帝林         | 領銜主演 | 網路劇 |
| 2025   | 6月26日  | 愛奇藝、江蘇衛視   | 書卷一夢            | 南珩／離十六 | 領銜主演 |        |
| 待播   | 不適用   | 愛奇藝             | 遮天                |              | 客串出演 |        |
| 待播   | 不適用   | 騰訊視頻           | 玫瑰叢生            | 小貝         | 領銜主演 | 網路劇 |
| 拍攝中 | 不適用   |                    |                     |              |          |        |

### 電影
| 年份 | 上映日期 | 電影名稱            | 角色   | 備註                       |
| 2019 | 8月7日   | 使徒行者2：諜影行動 | 阿Bill | 客串兼演唱主題曲《 如約 》 |

### 網路電影
| 年份 | 上線日期 | 播映平台 | 電影名稱       | 角色   | 備註 |
| 2016 | 11月17日 | 愛奇藝   | 九五2班        | 何濤   |      |
| 2017 | 8月6日   | 愛奇藝   | 秘密囚禁       | 杜風   |      |
| 2017 | 10月12日 | 愛奇藝   | 秦賊有道       | 阿龍   |      |
| 2018 | 3月12日  | 騰訊視頻 | 羅曼蒂克振興史 | 嚴小寧 |      |

### 常駐綜藝節目
| 年份 | 播出日期                 | 播放平台 | 節目名稱            | 期數 | 備註                                                                                                |
| 2019 | 3月30日－6月15日         | 湖南衛視 | 我們的師父          | 12期 | “ 文化品格傳承類真人秀節目 ”                                                                        |
| 2019 | 10月26日－12月14日       | 愛奇藝   | 救命啊! 我要上班了! | 8期  | 自製劇《熱血少年》製作的衍生綜藝 劉宇寧的“職場進化論”                                               |
| 2019 | 10月27日－ 2020年1月19日 | 東方衛視 | 我們的歌 第一季     | 12期 | 新聲歌手                                                                                            |
| 2020 | 5月21日－8月6日          | 湖南衛視 | 鮮廚100             | 12期 | 鮮廚推薦官                                                                                          |
| 2021 | 4月15日－7月8日          | 湖南衛視 | 鮮廚100 第二季      | 12期 | 鮮廚導師，與张亮帶領 顏廚夢之隊                                                                     |
| 2021 | 9月19日－12月5日         | 東方衛視 | 我們的歌 第三季     | 12期 | 新聲歌手                                                                                            |
| 2022 | 5月27日－8月6日          | 騰訊視頻 | 開始推理吧          | 10期 | “ 沉浸式劇情推理綜藝 ” 角色：寵物寄養師 劉下來                                                      |
| 2024 | 5月2日－7月5日           | 騰訊視頻 | 開始推理吧 第二季   | 10期 | “ 養成系推理團綜藝，主打陪伴型、成長型劇情體驗推理。 ” 角色：寧少帥、寧船長、寧好、小寧同學、寧慢走 |
| 2025 | 5月1日－7月4日           | 騰訊視頻 | 開始推理吧 第三季   | 10期 | “ 沉浸式劇情推理綜藝 ” 角色：寧燈泡、寧接待、寧缺毋濫、古德摸寧                                     |
| 2025 | 7月27日                  | 騰訊視頻 | 地球超新鮮          |      | |

### 配音作品
| 年份 | 首播日期 | 播映頻道 | 劇名   | 角色 | 性質 | 備註   |
| 2022 | 7月15日  | 愛奇藝   | 蒼蘭訣 | 九淵 | 動畫 | 第一季 |
| 2025 | 7月18日  | 愛奇藝   | 蒼蘭訣 | 九淵 | 動畫 | 第二季 |

## 大型演唱會
| 2019 摩登兄弟 成長風暴 巡迴演唱會 |          |            |      |                              |
| 場次 | 日期     | 國家／地區 | 城市 | 場館                         |
| 1 | 8月17日  | 中国大陆   | 北京 | 凱迪拉克中心（五棵松體育館） |
| 2 | 8月18日  | 中国大陆   | 北京 | 凱迪拉克中心（五棵松體育館） |
| 3 | 8月31日  | 中国大陆   | 上海 | 梅賽德斯奔馳文化中心         |
| 4 | 10月26日 | 中国大陆   | 成都 | 五糧液成都金融城演藝中心     |
| 5 | 11月9日  | 中国大陆   | 廣州 | 廣州海心沙亞運公園           |
| 6 | 11月30日 | 中国大陆   | 大連 | 大連體育中心體育館           |
| - 原定7場，2020年1月22日，劉宇寧個人微博發布演唱會武漢站延期舉行的公告。表示COVID-19疫情嚴峻，為響應國家關於疫情管理的要求，保証大家的健康和安全，公司決定暫緩“成長風暴”武漢站演唱會的演出，具體演出時間將另行通知。已售門票在延期改期後仍然有效。 |          |            |      |                              |

| 「劉宇寧的」2025巡迴演唱會 |         |            |      |                      |
| 場次                       | 日期    | 國家／地區 | 城市 | 場館                 |
| 1                          | 7月19日 | 中国大陆   | 深圳 | 深圳大運中心體育館   |
| 2                          | 7月20日 | 中国大陆   | 深圳 | 深圳大運中心體育館   |
| 3                          | 8月2日  | 中国大陆   | 武漢 | 武漢光谷國際網球中心 |
| 4                          | 8月3日  | 中国大陆   | 武漢 | 武漢光谷國際網球中心 |
| 5                          |         | 中国大陆   |      |                      |
| 6                          |         | 中国大陆   |      |                      |

## 獎項與榮譽紀錄

### 音樂類
| 年份 | 典禮                           | 獎項                          | 作品              |      |
| 2019 | 第26屆《東方風雲榜》音樂盛典   | 網絡影響力榮譽獎              |                   | 獲獎 |
| 2019 | 第26屆《東方風雲榜》音樂盛典   | 傳媒推薦影視歌曲獎            | 《 讓酒 》        | 獲獎 |
| 2019 | 第26屆《東方風雲榜》音樂盛典   | 最佳新銳歌手獎                |                   | 獲獎 |
| 2019 | 第23屆 全球華語榜中榜          | 年度最佳新人獎                |                   | 獲獎 |
| 2019 | 2019 華人歌曲音樂盛典          | 年度最佳新人獎                |                   | 獲獎 |
| 2019 | 亞洲新歌榜 2019年度盛典        | 年度金曲（內地）              | 《 不求 》        | 獲獎 |
| 2019 | 亞洲新歌榜 2019年度盛典        | 年度最佳新人獎                |                   | 獲獎 |
| 2019 | 第1屆 TMEA騰訊音樂娛樂盛典     | 年度影視歌曲新勢力            |                   | 獲獎 |
| 2019 | 第1屆 TMEA騰訊音樂娛樂盛典     | 年度最佳新人男歌手            |                   | 獲獎 |
| 2020 | 第27屆《東方風雲榜》音樂盛典   | 全民選擇歌手                  |                   | 獲獎 |
| 2020 | 第27屆《東方風雲榜》音樂盛典   | 傳媒推薦專輯獎                | 《 十 》          | 獲獎 |
| 2020 | 第27屆《東方風雲榜》音樂盛典   | 年度全能藝人                  |                   | 獲獎 |
| 2020 | 第10届 全金音樂聯盟            | 年度最佳新人 銅獎             |                   | 獲獎 |
| 2021 | 第28屆《東方風雲榜》音樂盛典   | 網絡影響力男歌手              |                   | 獲獎 |
| 2021 | 第28屆《東方風雲榜》音樂盛典   | 最受歡迎EP                    | 《 Listen·Ning 》 | 獲獎 |
| 2021 | 第28屆《東方風雲榜》音樂盛典   | 年度全能藝人                  |                   | 獲獎 |
| 2021 | 第3屆 TMEA騰訊音樂娛樂盛典     | 年度十大金曲獎                | 《 天問 》        | 獲獎 |
| 2022 | 第二屆 澳淶塢國際電視節金萱獎  | 中國電視劇最佳歌曲            | 《 天問 》        | 提名 |
| 2022 | 2022 亞洲流行音樂大獎（APMA)   | BEST OST 最佳影視歌曲（華語） | 《 追光 》        | 提名 |
| 2023 | 2022 微博音樂盛典              | 年度矚目歌手                  |                   | 獲獎 |
| 2023 | 第30屆《東方風雲榜》音樂盛典   | 最受歡迎男歌手                |                   | 獲獎 |
| 2023 | 第30屆《東方風雲榜》音樂盛典   | 微博網友期待舞台              | 《 盜夢 》        | 獲獎 |
| 2023 | 2023 微博音樂盛典              | 年度推薦歌手                  |                   | 入选 |
| 2023 | 2023 微博音樂盛典              | 年度口碑歌手                  |                   | 獲獎 |
| 2024 | 2024 電視劇品質盛典            | 年度品質金聲                  |                   | 獲獎 |
| 2024 | 第31屆《東方風雲榜》音樂盛典   | 亞洲最具影響力男歌手          |                   | 獲獎 |
| 2024 | 第31屆《東方風雲榜》音樂盛典   | 年度全能藝人                  |                   | 獲獎 |
| 2024 | 第2屆 中國數位音樂產業大會     | 年度影視歌曲                  | 《 熱辣滾燙 》    | 提名 |
| 2024 | 第2屆 中國數位音樂產業大會     | 年度遊戲歌曲                  | 《 未完待續 》    | 提名 |
| 2024 | 2024 微博音樂盛典              | 年度推薦人物（華語歌手）      |                   | 入选 |
| 2024 | 2024 微博音樂盛典              | 年度推薦歌曲                  | 《 奉上 》        | 入选 |
| 2024 | 2024 微博音樂盛典              | 年度口碑歌手                  |                   | 獲獎 |
| 2025 | 2024 騰訊音樂榜樣 年度榮譽之夜 | 年度影視歌手                  |                   | 獲獎 |

### 影視類
| 年份 | 典禮                          | 獎項                 | 作品                         |      |
| 2021 | 第8屆 文榮獎                  | 最佳青年電視劇男演員 | 《 長歌行 》                 | 提名 |
| 2023 | 2023 微博視界大會 暨微光盛典  | 年度飛躍演員         | 《 安樂傳 》《 做自己的光 》 | 獲獎 |
| 2024 | 2024 微博視界大會 暨微光盛典  | 年度矚目演員         | 《 一念關山 》《 天行健 》   | 獲獎 |
| 2024 | 第15屆 澳門國際電視節金蓮花獎 | 最佳男主角           | 《 一念關山 》               | 提名 |
| 2025 | 2025 電視劇品質盛典           | 年度突破表演劇星     | 《 珠簾玉幕 》               | 獲獎 |

### 綜合類
| 年份 | 典禮                        | 獎項                    | 作品                                 |      |
| 2019 | 《歌手2019》QQ音樂          | 最佳人氣金曲獎          | 《 動物世界 》                       | 獲獎 |
| 2019 | 2019 COSMO時尚盛典          | 傳承美年度人物          |                                      | 獲獎 |
| 2019 | 2020 愛奇藝 尖叫之夜        | 年度戲劇潛力藝人        | 《 熱血少年 》                       | 獲獎 |
| 2019 | 2019 鳳凰網時尚之選         | 年度時尚突破先鋒        |                                      | 獲獎 |
| 2019 | 第1屆 網易雲 音樂年度音樂獎 | 年度熱度最高藝人TOP10   |                                      | 入选 |
| 2019 | 第1屆 網易雲 音樂年度音樂獎 | 年度人氣華語男藝人/團體 |                                      | 入选 |
| 2020 | 精品傳媒風格盛典            | YOUTURE年度潛能音樂人   |                                      | 獲獎 |
| 2020 | 騰訊娛樂 白皮書年度盛典     | 年度最具潛力歌手        |                                      | 獲獎 |
| 2020 | 2019 今日頭條年度盛典       | 年度新勢力明星          |                                      | 獲獎 |
| 2020 | 2020 COSMO時尚盛典          | 時尚無懼年度人物        |                                      | 獲獎 |
| 2020 | 騰訊視頻 星光大賞           | 年度潛力歌手            |                                      | 獲獎 |
| 2020 | 第2屆 網易雲 音樂年度音樂獎 | 2020第一季度春日限定曲  | 《 當遇見你 》                       | 入选 |
| 2021 | 2020 抖音 星動之夜          | 年度最具有人氣音樂人    |                                      | 獲獎 |
| 2023 | 2022 微博之夜               | 微博年度人氣音樂作品    | 《 尋一個你 》                       | 入选 |
| 2023 | 2022 微博之夜               | 微博年度突破演員        | 《 說英雄誰是英雄 》                 | 獲獎 |
| 2023 | 微博音樂大賞                | 年度推薦歌曲TOP10       | 《 一個好年 》                       | 入选 |
| 2024 | 2023 微博之夜               | 微博年度熱度演員        | 《 一念關山 》                       | 獲獎 |
| 2024 | 2024 愛奇藝 尖叫之夜        | 年度表現力演員          | 《 一念關山 》                       | 獲獎 |
| 2024 | 微博音樂大賞                | 年度推薦歌曲TOP10       | 《 熱辣滾燙 》                       | 入选 |
| 2025 | 騰訊視頻 星光大賞           | 年度矚目藝人            |                                      | 獲獎 |
| 2025 | 騰訊視頻 星光大賞           | 年度節目之星            | 赫麗摸宇推理團 《開始推理吧 第二季》 | 獲獎 |
| 2025 | 2024 微博之夜               | 微博年度熱度演員        | 《 珠簾玉幕 》                       | 獲獎 |

### 榮譽
| 年份 | 項目                                         |                                 | 作品                      |
| 2019 | 福布斯中國30歲以下精英榜                     | 娛樂行業領域                    |                           |
| 2021 | 2021 電視劇大賞 年度古裝&武俠劇 男性角色推存 | TOP3                            | 皓都 《 長歌行 》         |
| 2022 | 2021 微博直播年度榮譽榜                      | 直播KING                        |                           |
| 2022 | 角色微博指數榜                               | 蟬聯6週 週榜TOP1 (5/23~7/3)     | 白愁飛 《說英雄誰是英雄》 |
| 2022 | 暑期檔貓眼角色熱度榜                         | TOP11 (6/1~8/31)                | 白愁飛 《說英雄誰是英雄》 |
| 2022 | 暑期檔貓眼角色熱度榜                         | 熱度最高武俠劇角色              | 白愁飛 《說英雄誰是英雄》 |
| 2022 | 2022 電視劇大賞 年度古裝&武俠劇 男性角色推存 | TOP2                            | 白愁飛 《說英雄誰是英雄》 |
| 2023 | 暑期檔貓眼電視劇角色熱度榜                   | TOP5 (6/1~8/30)                 | 蔣俊豪 《 做自己的光 》   |
| 2023 | 暑期檔貓眼角色熱度榜                         | 熱度最高情感劇角色              | 蔣俊豪 《 做自己的光 》   |
| 2023 | 貓眼第三季度熱度榜                           | 熱度最高情感劇角色              | 蔣俊豪 《 做自己的光 》   |
| 2023 | 2023 電視劇大賞 年度都市&劇情類 男性角色推存 | TOP2                            | 蔣俊豪 《 做自己的光 》   |
| 2023 | 2023 電視劇大賞 年度古裝&玄幻類 男性角色推存 | TOP6                            | 洛銘西 《 安樂傳 》       |
| 2023 | 酷雲11月角色熱度榜                           | TOP2                            | 寧遠舟 《 一念關山 》     |
| 2023 | 貓眼角色熱度榜                               | 蟬聯三週 週榜TOP1 (11/27~12/17) | 寧遠舟 《 一念關山 》     |
| 2023 | 酷雲角色熱度榜                               | 蟬聯四週 週榜TOP1 (11/27~12/24) | 寧遠舟 《 一念關山 》     |
| 2023 | 微博熱議角色                                 | 週榜TOP1 (第5期、第7期)         | 寧遠舟 《 一念關山 》     |
| 2023 | 微博熱議角色                                 | 週榜TOP2 (第6期、第8期、第9期)  | 寧遠舟 《 一念關山 》     |
| 2023 | 艾漫數據 在播劇角色熱度指數發布              | 週榜TOP1 (第49週)               | 寧遠舟 《 一念關山 》     |
| 2023 | 艾漫數據 在播劇角色熱度指數發布              | 4次 週榜TOP2                    | 寧遠舟 《 一念關山 》     |
| 2023 | 2023 貓眼網路劇角色熱度年榜                  | TOP5                            | 寧遠舟 《 一念關山 》     |
| 2023 | 2023 年度貓眼熱度榜                          | 熱度最高動作劇角色              | 寧遠舟 《 一念關山 》     |
| 2024 | 2023 酷雲12月角色熱度榜                      | TOP1                            | 寧遠舟 《 一念關山 》     |
| 2024 | 2023 貓眼12月角色熱度榜                      | TOP1                            | 寧遠舟 《 一念關山 》     |
| 2024 | 2023 酷雲第四季度角色熱度榜                  | TOP1                            | 寧遠舟 《 一念關山 》     |
| 2024 | 2024 酷雲數娛年度影響力盛典                  | 年度人氣男性角色                | 寧遠舟 《 一念關山 》     |
| 2024 | 2023 微博娛樂白皮書                          | 微博用戶熱議男性角色 TOP8       | 寧遠舟 《 一念關山 》     |
| 2024 | 愛奇藝 桃逗世界2024                          | 年度喜愛電視劇男性角色          | 寧遠舟 《 一念關山 》     |
| 2024 | 2023 微博直播年度榮譽榜                      | 2022-2023直播KING               |                           |
| 2024 | 艾漫數據 在播劇角色熱度指數發布              | 蟬聯兩週TOP1 (2/26~3/10)        | 帝林 《 紫川·光明三傑 》  |
| 2024 | 貓眼角色熱度榜                               | 蟬聯兩週 週榜TOP3 (2/26~3/10)   | 帝林 《 紫川·光明三傑 》  |
| 2024 | 微博熱議角色                                 | 蟬聯三週 週榜TOP1 (2/26~3/17)   | 帝林 《 紫川·光明三傑 》  |
| 2024 | 貓眼劇集角色熱度3月榜                        | TOP6                            | 帝林 《 紫川·光明三傑 》  |
| 2024 | 貓眼3月角色熱度榜                            | 熱度最高武俠劇角色              | 帝林 《 紫川·光明三傑 》  |
| 2024 | 貓眼第一季度角色熱度榜                       | TOP11                           | 帝林 《 紫川·光明三傑 》  |
| 2024 | 貓眼第一季度角色熱度榜                       | 熱度最高武俠劇角色              | 帝林 《 紫川·光明三傑 》  |
| 2024 | 微博熱議角色                                 | 蟬聯四週 週榜TOP1 (5/6~6/2)     | 卓不凡 《天行健》         |
| 2024 | 艾漫數據 在播劇角色熱度指數發布              | 週榜TOP1 (5/6~5/12)             | 卓不凡 《天行健》         |
| 2024 | 酷雲角色熱度榜                               | 週榜TOP3 (5/6~5/12)             | 卓不凡 《天行健》         |
| 2024 | 貓眼劇集角色熱度5月榜                        | TOP6                            | 卓不凡 《天行健》         |
| 2024 | 貓眼5月角色熱度榜                            | 熱度最高傳奇劇角色              | 卓不凡 《天行健》         |
| 2024 | 貓眼角色熱度榜                               | 蟬聯三週 週榜TOP3 (10/28~11/17) | 燕子京 《 珠簾玉幕 》     |
| 2024 | 酷雲角色熱度榜                               | 週榜TOP3 (10/28~11/03)          | 燕子京 《 珠簾玉幕 》     |
| 2024 | 微博熱議角色                                 | 蟬聯三週 週榜TOP1 (10/28~11/17) | 燕子京 《 珠簾玉幕 》     |
| 2024 | 微博熱議角色                                 | 週榜TOP2 (11/18~11/24)          | 燕子京 《 珠簾玉幕 》     |
| 2024 | 貓眼劇集角色熱度11月榜                       | TOP4                            | 燕子京 《 珠簾玉幕 》     |
| 2024 | 酷雲11月角色熱度榜                           | TOP5                            | 燕子京 《 珠簾玉幕 》     |
| 2024 | 2024 騰訊娛樂白皮書                          | 男明星關注度 TOP6               |                           |
| 2024 | 2024 騰訊娛樂白皮書                          | 男明星綜合熱度 TOP7             |                           |
| 2024 | 2024 騰訊娛樂白皮書                          | 男歌手熱度 TOP5                 |                           |
| 2024 | 2024 騰訊娛樂白皮書                          | 影視歌曲熱度 TOP7               | 《 熱辣滾燙 》            |
| 2024 | CMG 華語音樂打歌中心 2024 年度音樂產業報告   | 年度全媒體推薦藝人              |                           |
| 2024 | CMG 華語音樂打歌中心 2024 年度音樂產業報告   | 年度OST品質歌手                 |                           |
| 2024 | CMG 華語音樂打歌中心 2024 年度音樂產業報告   | 年度最受歡迎OST                 | 《 熱辣滾燙 》            |
| 2024 | CMG 華語音樂打歌中心 2024 年度音樂產業報告   | 年度百首優秀作品                | 《就讓過去都過去》        |
| 2025 | 2024 微博直播年度榮譽榜                      | 直播KING                        |                           |
| 2025 | 2024 微博娛樂白皮書                          | 微博長線熱度 TOP7               |                           |
| 2025 | 2024 微博娛樂白皮書                          | 微博用戶熱議男性角色 TOP2       | 燕子京 《 珠簾玉幕 》     |
| 2025 | 2024 微博娛樂白皮書                          | 綜藝討論榜 TOP7                 | 《開始推理吧第二季》      |
| 2025 | 2024 微博娛樂白皮書                          | 微博直播熱度 TOP1               |                           |